# كروية زقية نحلية
كروية زقية نحلية أو الأسكوبيروز (الاسم العلمي: Ascosphaera apis)، هو نوع من الفطريات البيضوية الشكل يصيب يرقات نحل العسل بمرض تحجر الحضنة مما يؤدي إلى موتها وتصلبها داخل العيون السداسية .

## التكاثر
تتكاثر الفطريات داخل العيون السداسية على جسم اليرقة وتنتقل من طائفة إلى أخرى عن طريق النحل البالغ أو ألأدوات التي يستخدمها النحال